# Coupe du monde de rugby à XIII 1972
Navigation
Édition précédente Édition suivante
La Coupe du monde de rugby à XIII 1972 est la 6e édition de la Coupe du monde de rugby à XIII, une compétition organisée par la Rugby League International Federation et qui réunit quatre sélections nationales masculines, les mêmes depuis sa création en 1954. Elle se déroule en France du 28 octobre au 11 novembre 1972 et est remportée par l'équipe de Grande-Bretagne.
Les quatre sélections nationales prenant part à cette édition sont donc l'Australie, la France, la Grande-Bretagne et la Nouvelle-Zélande. Il n'y a donc aucune phase qualificative. L'Australie, tenante du titre, se présente comme la grande favorite à sa succession, devant la Grande-Bretagne et la Nouvelle-Zélande. La France, quant à elle, est considérée comme le plus faible participation au regard de ses derniers résultats.
La phase de poule voit dès sa première journée deux surprises, un succès probant de la France contre la Nouvelle-Zélande et celle de la Grande-Bretagne contre l'Australie. Cette dernière se reprend en s'imposant ensuite à deux reprises et termine deuxième de la phase de poule dominée par la Grande-Bretagne. La France termine troisième et la Nouvelle-Zélande quatrième. La finale oppose donc la Grande-Bretagne contre l'Australie. Celle-ci est un succès sportif mais un fiasco populaire en raison de la faible affluence à cette rencontre. Finissant sur un score de parité 10-10 après prolongations, la Grande-Bretagne, forte de son succès en phase de poule contre l'Australie et de sa différence de points, remporte la Coupe du monde.

## Acteurs de la Coupe du monde

### Nations participantes
Depuis la création de la Coupe du monde en 1954, les quatre mêmes nations participantes sont l'Australie, la Grande-Bretagne, la France et la Nouvelle-Zélande.
| - Australie - France | - Grande-Bretagne - Nouvelle-Zélande |

## Stades
| Marseille | Perpignan            | Grenoble            | Paris              |
| --- | -------------------- | ------------------- | ------------------ |
| Stade Vélodrome | Stade Gilbert-Brutus | Stade Charles-Berty | Parc des Princes   |
| 55 000 spectateurs | 13 000 spectateurs   | 18 000 spectateurs  | 48 712 spectateurs |
| |                      |                     |                    |
| Pau | Toulouse             | Lyon                |                    |
| Stade du Hameau | Stadium              | Stade de Gerland    |                    |
| 12 000 spectateurs | 37 000 spectateurs   | 45 000 spectateurs  |                    |
| |                      |                     |                    |
| [[Fichier:France location map-Regions and departements-2016.svg\|400px\|{{#if:\|{{{alt}}}\|Coupe du monde de rugby à XIII 1972 est dans la page France.]]Marseille Perpignan Grenoble Paris Pau Toulouse Lyon |                      |                     |                    |

## Déroulement de la compétition
Les quatre équipes sont regroupées au sein d'une phase de groupe dans un format d'un tournoi toutes rondes simple : chaque équipe joue un match contre toutes les autres équipes du groupe. Les deux premiers sont qualifiés pour la finale.
Le système suivant d'attribution de points est appliqué : 
2 points pour un match gagné; 0 point pour un match perdu.
Si deux équipes se retrouvent à égalité de points, elles sont classés et départagées par la meilleure différences de points marqués/encaissés.
Abréviations
- Pts : nombre de points
- J : nombre de matchs joués
- G : nombre de matchs gagnés
- N : nombre de matchs nuls
- P : nombre de matchs perdus
- PP : nombre de points marqués (« buts “pour” »)
- PC : nombre de points encaissés (« buts “contre” »)
- Diff : différence de buts (BP-BC)

- Classement :

- Équipe qualifiée

- Rencontre :
  - Équipe en caractère gras = équipe victorieuse
  - Équipe sans caractère gras = équipe non-victorieuse

### Premier tour
| Tournoi |                  |   |   |   |   |    |    |      |     |
|         | Équipe           | J | V | N | D | PP | PC | Diff | Pts |
| 1       | Grande-Bretagne  | 3 | 3 | 0 | 0 | 93 | 44 | +49  | 6   |
| 2       | Australie        | 3 | 2 | 0 | 1 | 61 | 41 | +20  | 4   |
| 3       | France           | 3 | 1 | 0 | 2 | 33 | 53 | -20  | 2   |
| 4       | Nouvelle-Zélande | 3 | 0 | 0 | 3 | 33 | 82 | -49  | 0   |

| sam. 28 oct. | France          | 20 - 9  | Nouvelle-Zélande | Stade Vélodrome, Marseille      |
| Dim. 29 oct. | Australie       | 21 - 27 | Grande-Bretagne  | Stade Gilbert-Brutus, Perpignan |
| mer. 1 nov.  | France          | 4 - 13  | Grande-Bretagne  | Stade Charles Berty, Grenoble   |
| mer. 1 nov.  | Australie       | 9 - 5   | Nouvelle-Zélande | Parc des Princes, Paris         |
| sam. 4 nov.  | Grande-Bretagne | 53 - 19 | Nouvelle-Zélande | Stade du Hameau, Pau            |
| dim. 5 nov.  | France          | 9 - 31  | Australie        | Stade municipal, Toulouse       |

#### Détails des matches
1re journée
| Sélectionneur : |
| Antoine Jimenez |

| Sélectionneur : |
| Antoine Jimenez |

| 29 octobre 1972 | Australie | 21 - 27 | Grande-Bretagne | Stade Gilbert-Brutus, Perpignan |
|                 |           |         |                 | Arbitrage : Claude Teisseire    |

2e journée
| Sélectionneur : |
| Antoine Jimenez |

| Sélectionneur : |
| Antoine Jimenez |

| 1er novembre 1972 | Australie | 9 - 5 | Nlle-Zélande | Parc des Princes, Paris                       |
|                   |           |       |              | Spectateurs : 8 000 Arbitrage : Mick Naughton |

3e journée
| 4 novembre 1972 | Grande-Bretagne | 53 - 19 | Nlle-Zélande | Stade du Hameau, Pau                           |
|                 |                 |         |              | Spectateurs : 7 500 Arbitrage : Georges Jameau |

| Sélectionneur : |
| Antoine Jimenez |

| Sélectionneur : |
| Antoine Jimenez |

### Finale
(mt : 5 - 5)
Points marqués :
- Grande-Bretagne : 2 essais de Sullivan (39e) et Stephenson (72e) ; 1 transformation de Clawson (72e) ; 1 pénalité de Clawson (10e).
- Australie : 2 essais d'O'Neill (18e) et Beetson (42e) ; 2 transformations de Branighan (18e et 42e).

Évolution du score : 2-0, 2-5, 5-5 (mi-temps), 5-10, 10-10.
Arbitre : Georges Jameau 
Spectateurs : 4 231
- Grande-Bretagne : Paul Charlton - Clive Sullivan (c), Chris Hesketh, John Walsh, John Atkinson - John Holmes, Steve Nash - Terry Clawson, Mike Stephenson, David Jeanes, Phil Lowe, Brian Lockwood, George Nicholls - Bob Irving (remplaçant) - Entraîneur : Jim Challinor
- Australie : Graeme Langlands (c) - Ray Branighan, Geoff Starling, Mark Harris, John Grant - Bob Fulton, Dennis Ward - John O'Neill, Elwyn Walters, Bob O'Reilly, Arthur Beetson, Gary Stevens, Gary Sullivan - Entraîneur : Henry Bath

## Statistiques

### Scoreurs

#### Essais
L'Australien Bob Fulton est le meilleur marqueur d'essais du tournoi avec cinq essais en quatre matches disputés. Il devance le Britannique Clive Sullivan, auteur de quatre essais.
| Rang          | Joueur          | Sélection       | Essais | Matches |
| ------------- | --------------- | --------------- | ------ | ------- |
| Médaille d'or | Bob Fulton      | Australie       | 5      | 4       |
| 2             | Clive Sullivan  | Grande-Bretagne | 4      | 4       |
| 3             | John Atkinson   | Grande-Bretagne | 3      | 4       |
| 3             | Phil Lowe       | Grande-Bretagne | 3      | 4       |
| 3             | Mike Stephenson | Grande-Bretagne | 3      | 4       |

2 essais :
- Mark Harris
- Justin O'Neill
- Paul Sait
- Jean-Marie Bonal
- André Ruiz
- John Holmes
- Phil Orchard
- John Whittaker

1 essai :
- Arthur Beetson
- Tom Raudonikis
- Elwyn Walters
- Dennis Ward
- Paul Charlton
- Chris Hesketh
- David Jeanes
- Steve Nash
- George Nicholls
- Dennis O'Neill
- Maurice Brereton
- William Burgoyne
- Tony Coll
- Murray Eade
- Dennis Williams

#### Buts
Les britanniques Terry Clawson et John Holmes partagent la première place de meilleur réalisateur de la compétition avec dix buts.
| Place         | Joueur           | Sélection       | Buts | Matches |
| ------------- | ---------------- | --------------- | ---- | ------- |
| Médaille d'or | Terry Clawson    | Grande-Bretagne | 10   | 3       |
| Médaille d'or | John Holmes      | Grande-Bretagne | 10   | 3       |
| 3             | Ray Branighan    | Australie       | 8    | 4       |
| 4             | Jean-Marie Bonal | France          | 5    | 3       |
| 5             | Bernard Guilhem  | France          | 4    | 3       |
| 5             | Graeme Langlands | Australie       | 4    | 4       |